# Família Saionji
O Ramo Saionji (西園寺家, Saionji-ka) foi um ramo do clã Fujiwara derivado de Fujiwara no Michisue.

## História
A família descende de Fujiwara no Michisue (1090-1128), filho de Fujiwara no Kinzane. Na época do bisneto de  Michisue, Kintsune (1171-1244), houve uma aproximação do clã com o Shogunato Kamakura, pois este era casado com a sobrinha do Shogun Minamoto no Yoritomo. Os membros da família Saionji começam a ser nomeados Kanto Mōshitsugi (embaixador do Shogunato Kamakura na Corte Imperial) atuando ao lado do Rokuhara Tandai para gerenciar as relações entre o Shogunato, o Insei e a Corte Imperial. Isso sinaliza a ascensão da família em posições importantes na Corte, incluindo os altos cargos como o de Daijō Daijin. Desde o tempo de Kintsune, a família pode, com o apoio do Shogunato Kamakura, influenciar até mesmo na regência imperial (Sesshō e Kanpaku).
A família mudou a sua residência oficial para a área de Kitayama (Montanhas do Norte) em Quioto; a residência também é chamada Saionji, que significa "jardim do templo ocidental." Assim,  a família é às vezes conhecido como "Senhores de Kitayama"; quando Yoshimitsu Ashikaga tornou-se shogun em 1368, ele construiu no local o templo Kinkaku-ji, o que tornou possível fazer uma ligação com os Saionji e obter o prestígio dos "Senhores do Kitayama".
No final do Shogunato Kamakura,  na época de Saionji Kinmune foi demitido do cargo de Kanto Mōshitsugi e mais nenhum membro da família foi nomeado para tal cargo. Kinmune ajudou a esconder Hōjō Yasuie que estava sendo perseguido e, após a morte do Imperador Go-Daigo, se envolveu na conspiração para colocar o Imperador Go-Fushimi no trono. Seus planos foram revelados por seu irmão mais novo Saionji Kinshige, Kinmune foi preso e executado. Durante a era Nanboku-cho (1336-1392), durante o qual as duas linhas imperiais estão em luta pelo poder, o filho de  Kinmune, Saionji Sanetoshi serve a Corte do Norte como Udaijin, e restaura o prestígio da família.
Existiu uma família Saionji no período Edo (1600-1868), em Quioto que produziam Biwas.  Deste ramo Sanehar Saionji foi nomeado Sadaijin e adquire a influência e o apoio financeiro através de relações com os Clãs Hosokawa e Nagaoka. No final do shogunato Tokugawa, Saionji Kinmochi foi adotado pelo Ramo Tokudaiji. Kinmochi viveu durante a Restauração Meiji e se tornou um dos Genrō (元老, ex-estadistas) que fizeram parte do início do governo Meiji. Ele, então, galgou uma série de postos ministeriais e tornou-se o primeiro-ministro do Japão em 1906.
Como membros de kazoku  (sistema de nobreza de estilo ocidental), os Saionji continuaram a ter um prestígio considerável e permaneceram na política até o final da II Guerra Mundial, quando o kazoku foi dissolvido. A família sobrevive até hoje apesar do nome "Saionji" ser pouco comum.

## Líderes do Ramo Saionji
1. Fujiwara no Michisue --  藤原通季（1090 -1128）
2. Fujiwara no Kinmichi -- 藤原公通（1117 - 1173）
3. Fujiwara no Sanemune (Saionji Sanemune) -- 藤原実宗（1145 - 1214）
4. Saionji Kintsune -- 西園寺公経（1171 - 1244）
5. Saionji Saneuji -- 西園寺実氏（1194 - 1269）
6. Saionji Kinsuke -- 西園寺公相（1223 - 1267）
7. Saionji Sanekane -- 西園寺実兼（1249 - 1322）
8. Saionji Kinhira -- 西園寺公衡（1264 - 1315）
9. Saionji Sanehira -- 西園寺実衡（1290 - 1326）
10. Saionji Kinmune -- 西園寺公宗（1310 - 1335）
11. Saionji Kinshige
12. Saionji Sanetoshi -- 西園寺実俊, (1335 - 1389)

## Outros membros notáveis
- Saionji Sanemitsu (1510-1565)
- Saionji Kinhiro (1537-1587), daimyo
- Saionji Saneharu (1601-1673)
- Saionji Kinmochi (1849-1940, adoptado em 1851), político